# Яхременки
Яхре́менки —  село в Україні, у Валківській міській громаді Богодухівського району Харківської області. Населення становить 34 осіб. До 2020 орган місцевого самоврядування — Мельниківська сільська рада.

## Географія
Село Яхременки знаходиться на початку балки Куций Яр, в селі невеликий лісовий масив (дуб), на відстані 2 км розташовані села Бурякове, Велика Губщина, Нестеренки, Рудий Байрак і Косенкове, за 3 км протікає річка Орчик і за 4 км річка Грушева.

## Історія
12 червня 2020 року, розпорядженням Кабінету Міністрів України № 725-р «Про визначення адміністративних центрів та затвердження територій територіальних громад Харківської області», увійшло до складу Валківської міської громади.
19 липня 2020 року, в результаті адміністративно-територіальної реформи та ліквідації Валківського району, село увійшло до складу Богодухівського району.